# Thunder du Blin
Thunder du Blin (né en 1985 à Tréon, mort en mars 2018) est un étalon de race Connemara, premier poney performer né et élevé en France, selon le magazine L'Éperon. Il a donné une nombreuse progéniture, et fut vendu aux Haras nationaux en 1996 pour la somme de 200 000 francs, ce qui avait suscité une polémique à l'époque. 
Il est père de plus d'un millier de poulains. 

## Histoire
Il naît le 7 juin 1985 à l'élevage de Gérard Madoré, à Tréon,.
Il est monté par la cavalière Caroline Nicolas, avec qui il participe aux championnats d'Europe de saut d'obstacles poneys à Stockholm âgé de seulement sept ans, terminant à la quatorzième place en individuel. 
Il remporte de nombreuses autres victoires, mais tombe malade de la leptospirose, et est placé en convalescence chez Michel Pelissier. Après sa guérison, ses propriétaires sont contactés par les Haras nationaux pour un rachat. Il est donc vendu en 1996 pour la somme record de 200 000 francs à Emmanuelle Bour, la directrice du Haras national des Bréviaires à l'époque, suscitant une polémique à cause de ce prix. Il rencontre un succès immédiat comme étalon grâce aux attentes.
Il est finalement racheté par Catherine Zappone à la fin de sa carrière de reproducteur, puis mis à la retraite dans son élevage de Malling, en Moselle,. Il y meurt à l'âge de 33 ans.

## Description
Thunder du Blin est un poney de race Connemara à la robe grise, mesurant 1,45 m.
Elisabeth de Linarès le décrit comme un poney « très énergique », qui « ne tenait pas en place » et « galopait tout le temps », mais aussi comme un étalon très généreux qui « donnait tout à son cavalier ».

## Descendance
Dès la première année de reproduction, Thunder saillit une centaine de juments. Il est le père de plus de 1 000 poulains.